# Svenska Frimurare Lägret
Svenska Frimurare Lägret var ett svenskt ordenssällskap som grundades i Lund 1951  av John Trollnäs, som hade fått tillstånd från en kontinental frimurareorden att stifta loger i Sverige.
 Den arbetar i de grundläggande tre graderna samt ett antal tilläggsgrader och har även tidigare arbetade med den skotska 33°-riten (Den Urgamla och Antagna Skotska Riten) samt Memphisriten. Orden är präglad av det internationella frimureriet och organisationen var därför öppen för alla män vilka tror på ett ”Högsta Väsen”.
Svenska Frimurare Lägret var inte en reguljär loge. Verksamheten lades ner 2011.

## Historik

### Förhistoria, åren 1929-1951
John Trollnäs, född 1908, död 1970, flyttade som ung först till Danmark och sedan till Tyskland för studier. Där recipierades han år 1929 i en loge under Storlogen i Hamburg. Han avancerade därefter snabbt i graderna och anslöt sig även till den Skotska Riten samt Memphisriten. Efter nazisternas maktövertagande tvingades frimurarloger stänga och många blev rädda för frimureriets framtid. Trollnäs erhöll därför patenter för de tre grundläggande graderna enligt schröderriten samt tilläggsgrader av Storlogen i Hamburg för att arbeta vidare med frimureriet i Sverige. På samma sätt erhöll han patenter för höggradsfrimureriet i Skotska Riten och Memphisriten av Högsta Rådet i Leipzig. Han återvände hem men kunde på grund av andra världskriget inte sätta några loger i arbete. Efter kriget började kontakt tas med andra frimurare som stod utanför det Svenska Systemet.

### Bildandet och utveckling, åren 1951-2006
I Lund samlades frimurare år 1951 och stiftade den första logen, Logen Nr 1 De Trenne Pyramiderna, Or∴ Lund. År 1956 stiftades Logen Nr 2 Acacian, Or∴ Halmstad samt Instruktionslogen Nr 0 Lejonet Till De Tre Facklorna av Installerade Mästare. I och med det var Logeförbundet Svenska Frimurare Lägret grundat. År 1957 stiftades Logen Nr 3 Brödrakedjan, Or∴ Göteborg och år 1958 Logen Nr 4 Veritas, Or∴ Helsingborg.
Svenska Frimurare Lägret nådde sin medlemsantalsmässiga storhet under 1960-talet då det hade cirka 350 medlemmar. På grund av hög medelålder samt bristande nyrekrytering sjönk medlemsantalet såväl som aktivitetsgraden under 1970- och 1980-talen. Trots att en nyrekrytering av yngre skedde under 1990-talet räckte det inte till utan logerna började lägga ner verksamheten och den sista logen gjorde det år 2006. Det gjordes genom att alla loger och logeförbundet förklarades tillfälligt vilande.

### Logerna vilande, åren 2006-2009
Ett antal medlemmar ville hålla kontakten med sina gamla logebröder samt ville verka för att logerna åter skulle öppna och organiserade sig därför i Humanitära Sällskapet Den Räta Vinkeln. De ville hålla informationen om det traditionella och konfessionsfria frimureriet vid liv samt samla både frimurare och intresserade kandidater för ett framtida återuppväckande av logerna.

### Arbetet återuppväcks, år 2009-2011
Mellan 2009 och 2011 var Svenska Frimurare Lägret åter verksamt. De gamla logerna återuppväcktes och nya loger stiftades. Verksamheten har avstannat under år slutet av 2010 och slutligen upphört våren 2011. 
I juni 2011 beslöts om att ingå en tillfällig union med Traditionella Storlogen av Italien, och Storlogen av Sverige ombildades till Distriktsstorlogen av Sverige. Fokus kom att läggas på studier under denna period. Svenska Frimurare Lägret förklarades som vilande, och tillgångarna fördes över till en stiftelse. 

## Grader
Svenska Frimurare Lägret arbetade i:
- De tre grundläggande graderna; lärling, gesäll/medbroder och mästare,

samt i tilläggsgraderna i:
- Märkesmästareorden
- Kungliga och Utvalda Mästares Orden (även kallad: Kryptiska Riten)
- Den Höga Orden av den Kungliga Bågen
- Den Heliga Orden av Högpräster enligt Melkizedeks Sätt
- Urgamla och Ärevördiga Orden av den kungliga Arkens Sjömän.[3]

### Samfundet Humanitas
Samfundet Humanitas riktar sig mot allmänheten med öppna föreläsningar och diskussioner i filosofi, mystik, historia, konst och etik, samt studiegrupper i dessa ämnen. Verksamheten har bedrivits sedan år 2008 i Göteborg och år 2010 startades en liknande verksamhet i Stockholm.

### Humanitära Sällskapet Den Räta Vinkeln
Sällskapet Den Räta Vinkeln bildades av tidigare medlemmar i Svenska Frimurare Lägret när orden blev vilande. Efter återstarten 2009 är Sällskapet en organisation vars syfte är att stödja Svenska Frimurare Lägret på olika sätt.